# Edificio Cedimatexsa
El Edificio Cedimatexsa, también conocido como «Casa Argelich», está situado en el número 34 de la Rambla de Catalunya en Barcelona y se ha convertido en un plató cinematográfico para obras de terror. La popularidad de la finca fue propulsada en 2007 por la primera película de la saga REC dirigida por Jaume Balagueró y Paco Plaza.
Se trata de un inmueble totalmente abandonado y propiedad de Jaume Argelich Twose, empresario de la industria textil. La finca se construyó en 1896 y se ha convertido en uno de los sets de rodaje más solicitados de la ciudad de Barcelona. Ha ejercido como plató de casi un centenar de rodajes.

## Historia
El edificio perteneció a la empresa Tejidos Noguera , fundada en el año 1914. Posteriormente en el año 1940 la finca fue reestructurada. El arquitecto encargado de su reconstrucción fue Josep Amargós responsable de obras como la urbanización de la montaña de Montjuic, Parque de la Ciudadela o la Torre de les Aigües de Dos Rius en el Tibidabo
En la década de 1930, el padre del actual propietario, compró el inmueble en una subasta para convertir los bajos y el sótano en las oficinas y talleres de la empresa textil Cedimatexsa - Central Distribuidora De Manufacturas Textiles S.A- , sucesora de Tejidos Noguera. Los pisos del inmueble fueron utilizados como viviendas hasta 2004, año en el que su actual dueño Jaume Argelich Twose, alquila la finca como plató de cine y pasa a llamarse “Casa Argelich”.
Los antiguos inquilinos fueron mudándose o falleciendo y las viviendas quedaron deshabitados conservando la decoración y arquitectura original. En 2004 un localizador de escenarios cinematográficos se fijó en la casa para rodar Como mariposas en la luz, coproducción dirigida por Diego Yacer. Desde entonces se ha convertido en un escenario cinematográfico. En 2007 la película REC, rodada como el primer falso documental español de terror, disparó a la fama la finca.
La propiedad Argelich es el último escenario que queda con estas características en la Rambla de Catalunya y su uso para rodajes tiene los días contados. El edificio ha sufrido incidentes por culpa de algunos fanáticos de la saga cinematográfica y los rodajes han desgastado el inmueble. Cuando se rehabilite volverá a ser una finca residencial.

## Descripción del edificio
La Casa Argelich está situada en el número 34 de la Rambla de Catalunya, entre Diputación y consejo de Ciento. La entrada del edificio se caracteriza por una gran puerta metálica encabezada por el rotulo “Cedimatexsa”.
El edificio tiene cinco plantas - que incluyen un sótano y un ático - . Cada rellano consta de dos pisos de 180 metros cuadrados. Se caracteriza por largos pasillos con suelos de parqué viejo, habitaciones con techo de escayola y paredes enteladas con decoración gótica. Los pisos se unen por una escalera de caracol de mármol blanco con barandilla de hierro y zócalo rojo iluminada por una claraboya.
En el exterior destaca una escultura de una mujer acosada por tres figuras.
El inmueble se caracteriza por su antigüedad, el deterioro y la arquitectura de estilo gótico.

### La Escultura yREC
El arquitecto Josep Amargós dotó el edificio de elementos grotescos como las criaturas de los capiteles del vestíbulo o la escultura que encabeza el edificio, de autor desconocido.
Destaca el conjunto escultórico de la fachada del edificio formado por tres figuras que acosan a una mujer. Una de las tres figuras intenta comerse el pie de la mujer, situada en el centro de la escultura, sentada al borde de la cornisa. El paralelismo entre la escultura y el argumento de la primera película de la saga de terror español REC es evidente. En el centro una mujer acechada por tres criaturas similares a los zombis del filme, de las cuales una agarra por los pies a la mujer e intenta llevársela, lo mismo que ocurre con la protagonista del filme: Ángela.

## Filmografía
La arquitectura gótica y grotesca, así como más de un centenar de años de historia en las paredes de la finca, han hecho que desde 2004 el edificio Cedimatexsa se haya convertido en uno de los sets de rodaje de obras de terror más habituales de Barcelona. Se recogen películas, cortometrajes, anuncios y videoclips de los cuales destacan:
| Título                     | Año  | Director                    |
| -------------------------- | ---- | --------------------------- |
| Como mariposas en la luz   | 2004 | Diego Yaker                 |
| Salvador (Puich Antic)     | 2006 | Manuel Huerga               |
| Barcelona (Un mapa)        | 2007 | Ventura Pons                |
| REC                        | 2007 | Jaume Balagueró; Paco Plaza |
| La Bella Otero (Miniserie) | 2008 | Jordi Frades                |
| 25 Kilates                 | 2009 | Patxi Amezcua               |
| REC 2                      | 2009 | Jaume Balagueró; Paco Plaza |
| Blog                       | 2010 | Helena Trapé                |
| Mientras Duermes           | 2011 | Jaume Balagueró             |
| The Gunman                 | 2015 | Pierre Morel                |